# Matrimonio igualitario en Jalisco
El matrimonio entre personas del mismo sexo ha sido legal en Jalisco desde que un fallo unánime de la Suprema Corte de Justicia de México el 26 de enero de 2016 anuló la prohibición estatal del matrimonio entre personas del mismo sexo por considerarla inconstitucional en virtud de los artículos 1 y 4 de la Constitución de México. El fallo fue publicado en el Diario Oficial de la Federación el 21 de abril; sin embargo, algunos municipios se negaron a casar a parejas del mismo sexo hasta que el Congreso les ordenó hacerlo el 12 de mayo de 2016. El Congreso estatal aprobó un proyecto de ley que codificaba el matrimonio entre personas del mismo sexo como ley el 6 de abril de 2022.
Anteriormente, Jalisco había reconocido las uniones civiles ofreciendo varios de los derechos y beneficios del matrimonio. La legislación sobre uniones civiles fue aprobada por el Congreso en octubre de 2013 y entró en vigor el 1 de enero de 2014, pero fue revocada por motivos de procedimiento por la Suprema Corte en septiembre de 2018.

## Uniones civiles
En abril de 2013, diputados del Partido de la Revolución Democrática (PRD), el Partido Revolucionario Institucional (PRI), el Partido Verde Ecologista de México (PVEM), Movimiento Ciudadano (MC) y un diputado independiente presentaron la Ley de Libre Convivencia al Congreso. La legislación garantizaba varios derechos, beneficios y obligaciones legales a las parejas del mismo sexo en forma de uniones civiles. No legalizó la adopción y ordenó que las uniones civiles se realizaran ante un notario civil. El 31 de octubre de 2013, el Congreso de Jalisco aprobó el proyecto de ley en una votación de 20 a 15, con una abstención y tres ausencias. La ley entró en vigor el 1 de enero de 2014.
| Partido político                     | Miembros | Sí | No | Abstención | Ausentes |
| ------------------------------------ | -------- | -- | -- | ---------- | -------- |
| Partido Revolucionario Institucional | 17       | 15 | 1  |            | 1        |
| Partido Acción Nacional              | 13       |    | 11 |            | 2        |
| Partido de la Revolución Democrática | 2        | 2  |    |            |          |
| Partido Verde Ecologista de México   | 1        | 1  |    |            |          |
| Movimiento Ciudadano                 | 5        | 1  | 3  | 1          |          |
| Independiente                        | 1        | 1  |    |            |          |
| Total                                | 39       | 20 | 15 | 1          | 3        |

El 13 de septiembre de 2018, la Suprema Corte de Justicia de la Nación anuló la ley por motivos procesales.

## Matrimonio entre personas del mismo sexo

### Antecedentes
Luego de haber interpuesto un amparo ante los tribunales, Zaira Viridiana de la O Gómez y Martha Sandoval se convirtieron en la primera pareja del mismo sexo en casarse en Jalisco el 14 de diciembre de 2013. En diciembre de 2013, 12 parejas del mismo sexo —ocho mujeres y cuatro hombres— presentaron un amparo después de que sus solicitudes de licencia de matrimonio fueran rechazadas por funcionarios del registro civil. El amparo fue concedido el 12 de junio de 2014.
En enero de 2014, una pareja de hombres solicitó una licencia de matrimonio en el registro civil de Guadalajara, pero fue rechazada con base en los artículos 258, 260 y 267bis del Código Civil del estado. Interpusieron un amparo en el Cuarto Juzgado de Distrito. El 8 de enero de 2015, debido a que funcionarios municipales de Guadalajara habían impugnado el recurso de amparo, el caso fue elevado a la Suprema Corte de Justicia de la Nación (SCJN). A la pareja se le concedió el amparo, pero aun así impugnó la constitucionalidad de los tres artículos. El artículo 258 del Código Civil describe el matrimonio como "una institución de carácter público y de interés social, por la cual un hombre y una mujer deciden compartir un estado de vida en busca de la realización personal y la fundación de una familia". El artículo 260 establecía que "el hombre y la mujer" debían tener al menos dieciséis años, y el artículo 267bis exigía que "el hombre y la mujer" hubieran completado asesoramiento prematrimonial. El 26 de noviembre de 2015, la Primera Sala de la Suprema Corte de Justicia de la Nación declaró inconstitucionales los tres artículos. El 24 de marzo de 2014, diez parejas del mismo sexo solicitaron licencias de matrimonio en la oficina del registro civil de Guadalajara; fueron rechazados y interpusieron un amparo con la ayuda del CLADEM.
En junio de 2014, el diputado Héctor Pizano Ramos, del Partido Revolucionario Institucional, presentó al Congreso una legislación para legalizar el matrimonio entre personas del mismo sexo. Después de un fallo nacional de la SCJN que calificó de inconstitucionales todas las prohibiciones del matrimonio entre personas del mismo sexo el 12 de junio de 2015, los diputados estatales anunciaron el 17 de junio que renovarían sus esfuerzos para modificar el Código Civil después de la publicación oficial del fallo en el boletín judicial.

### Acción de inconstitucionalidad (2015-2016)
El 4 de mayo de 2015, la Comisión Nacional de Derechos Humanos interpuso una acción de inconstitucionalidad (expediente 28/2015) contra el estado de Jalisco, impugnando la constitucionalidad de los artículos 258, 260 y 267bis. El Congreso de Jalisco había modificado recientemente la ley estatal de familia, pero al hacerlo no derogó la prohibición estatal del matrimonio entre personas del mismo sexo. La Comisión aprovechó esta oportunidad para interponer la acción de inconstitucionalidad.
El 26 de enero de 2016, la Suprema Corte de México dictaminó por unanimidad que los tres artículos eran inconstitucionales, determinando que la prohibición del matrimonio entre personas del mismo sexo en Jalisco violaba los artículos 1 y 4 de la Constitución de México. El artículo 1 de la Constitución establece que "toda forma de discriminación, basada en el origen étnico o nacional, el género, la edad, la discapacidad, la condición social, las condiciones médicas, la religión, las opiniones, la orientación sexual, el estado civil o cualquier otra forma, que viole los derechos la dignidad humana o pretenda anular o disminuir los derechos y libertades de las personas, está prohibida", y el artículo 4 se refiere a la igualdad matrimonial, señalando que "el hombre y la mujer son iguales ante la ley. La ley protegerá la organización y el desarrollo de la familia." Los tres artículos fueron anulados tras la publicación del fallo en el Diario Judicial y un nuevo texto neutral en cuanto al género del tribunal anuló el texto existente tras su publicación en el Diario del Estado de Jalisco y en el Diario Federal. Después de las tres publicaciones, se ordenó a los registros civiles del estado que casaran a todas las parejas. Previo a la fecha de publicación, los alcaldes de Guadalajara, Tlaquepaque y Zapopan habían ordenado a los registros civiles de sus jurisdicciones comenzar a casar a parejas del mismo sexo. El 21 de abril de 2016, la sentencia de la Suprema Corte se publicó en el Diario Oficial de la Federación y el 23 de abril se publicó en el Diario Oficial de Jalisco.
En marzo de 2016, el registro civil de Puerto Vallarta dijo a los medios que el Directorio del Registro Civil del Estado de Jalisco había cambiado todos los formularios de licencia de matrimonio a género neutral el 22 de marzo y que las parejas ya podían comenzar a recibirlos. El alcalde Arturo Dávalos Peña ofició las bodas de dos parejas del mismo sexo el 20 de abril de 2016, que fueron los primeros matrimonios entre personas del mismo sexo registrados en la ciudad turística. El 12 de mayo de 2016, el Congreso de Jalisco instruyó a todos los municipios del estado a hacer cumplir el fallo de la Corte Suprema y realizar matrimonios entre personas del mismo sexo. Según un grupo LGBT local, se sabía que cuatro municipios se habían negado a casar al menos a una pareja del mismo sexo tras el fallo de la Corte Suprema: La Barca, Ocotlán, Santa María de los Ángeles y Tepatitlán. El fallo de la Suprema Corte también anuló la prohibición de adopción en el estado. Hasta mayo de 2016, el municipio de Guadalajara había recibido cinco solicitudes de adopción por parejas del mismo sexo.

### Aprobación de legislación en el Congreso (2022)
El 29 de junio de 2017, la diputada Claudia Delgadillo González presentó al Congreso un proyecto de ley para reflejar el fallo de la Suprema Corte modificando los artículos 258, 260 y 267bis del Código Civil e insertando una definición de matrimonio neutral en cuanto al género. El Congreso estatal aprobó un proyecto de ley similar para convertir en ley el fallo de la Suprema Corte el 6 de abril de 2022 por 26 votos a favor, 8 en contra y 3 abstenciones. La votación fue secreta sin que el público pudiera tener conocimiento de los votos emitidos por cada representante. El voto secreto fue solicitado por la diputada Susana de La Rosa Hernández, quien había presentado la legislación al Congreso, quien temía que los diputados que votaran a favor fueran acosados y amenazados por grupos católicos conservadores que protestaban frente al edificio del Congreso. El Movimiento de Regeneración Nacional y el partido de izquierda local Hagamos hicieron saber que sus diputados habían votado a favor de la reforma. El gobernador Enrique Alfaro Ramírez saludó la votación. La ley se publicó en el Diario Oficial del Estado el 9 de abril de 2022 y entró en vigor al día siguiente. Se modificó el artículo 258 del Código Civil para quedar de la siguiente forma:

El matrimonio es una institución de carácter público e interés social, por medio de la cual dos personas deciden de manera libre para realizar la comunidad de vida, para la búsqueda de su realización personal y la fundación de una familia con respeto, ayuda mutua e igualdad de derechos y obligaciones.

## Estadísticas
La siguiente tabla muestra el número de matrimonios entre personas del mismo sexo realizados en Jalisco desde su legalización en 2016 según lo reportado por el Instituto Nacional de Estadística y Geografía.
| Año  | Mismo sexo | Mismo sexo | Mismo sexo | Distinto sexo | Total  | % mismo sexo |
| Año  | Femenino   | Masculino  | Total      | Distinto sexo | Total  | % mismo sexo |
| ---- | ---------- | ---------- | ---------- | ------------- | ------ | ------------ |
| 2016 | 196        | 120        | 316        | 37 600        | 37 916 | 0.83%        |
| 2017 | 265        | 196        | 461        | 37 295        | 37 756 | 1.22%        |
| 2018 | 293        | 215        | 508        | 35 053        | 35 561 | 1.43%        |
| 2019 | 360        | 233        | 593        | 35 230        | 35 823 | 1.66%        |
| 2020 | 273        | 220        | 493        | 25 206        | 25 699 | 1.92%        |
| 2021 | 418        | 321        | 739        | 33 788        | 34 527 | 2.14%        |

## Opinión pública
Una encuesta de opinión de 2017 realizada por Gabinete de Comunicación Estratégica encontró que el 42% de los residentes de Jalisco apoyaban el matrimonio entre personas del mismo sexo, mientras que el 54% se oponía.
Según una encuesta de 2018 del Instituto Nacional de Estadística y Geografía, el 34% de la población de Jalisco se oponía al matrimonio entre personas del mismo sexo, la sexta más baja en México después de Ciudad de México (29%), Baja California (31%), Sonora (31%), Querétaro (32%) y el Estado de México (34%).